# Vacunación contra la COVID-19 en Venezuela
La vacunación contra la COVID-19 en Venezuela es la estrategia nacional de vacunación que ha iniciado el 29 de enero de 2021, con el fin de inmunizar contra la COVID-19 a la población del país, en el marco de un esfuerzo mundial para combatir la pandemia de COVID-19.

## Historia
La administración de Maduro ha autorizado el uso de la cloroquina y del interferón alfa-2b para su uso nacional como tratamientos del COVID-19. Interferón alfa-2b es un antiviral que ha sido utilizado en pequeña escala en China y que ha sido promocionado por el gobierno de Cuba, a veces incluso catalogado falsamente como "vacuna".
A principios de octubre de 2020, llega un lote de 2000 vacunas contra el coronavirus rusas Sputnik V, para ser experimentada en voluntarios venezolanos mayores de 18 años y así completar la fase 3. Médicos Unidos de Venezuela alertó de que desconocía el protocolo para su aplicación, y rechazó que no se haya comunicado a las sociedades científicas ni a la población sobre la metodología y el protocolo a usar en el país. El 11 de octubre, Nicolás Maduro informó en cadena nacional que en los siguientes días llegaría la vacuna china Sinovac Biotech, para asistir en la fase 3, con miles de voluntarios.
Para marzo de 2021, Juan Guaidó y la Asamblea Nacional opositora aprueban 30 millones de dólares para comprar vacunas AstraZeneca. Delcy Rodríguez anunció que no se otorgarían permisos para su uso en el país. Diputados de la Asamblea Nacional de Guaidó condenaron que Maduro rechazara las vacunas.
En marzo de 2021 el presidente de Venezuela, Nicolás Maduro anunció que en abril de ese año se aplicarían en ese país miles de dosis como parte del estudio clínico. La oposición venezolana denunció la "imposición" de una vacuna cubana en pruebas.
La Academia Nacional de Medicina de Venezuela advirtió que los fármacos siendo desarrollados por Cuba "no son verdaderas vacunas" contra el Covid-19, "sino productos experimentales de los cuales no se conoce su composición, seguridad, ni eficacia". El 24 de junio la Academia expresó su preocupación por el anuncio del gobierno de comenzar a vacunar con el candidato Abdala y de que un lote llegara al país, advirtiendo que es un producto de "dudosa credibilidad científica", resaltando que se encontraba en "desarrollo experimental" y que debía deben contar con la "autorización por un organismo regulatorio independiente y creíble", expresando la opinión de la Organización Mundial de la Salud y de la Organización Panamericana de la Salud" sobre la eficacia de la vacuna "sería muy importante". La Academia criticó que los resultados preliminares de la Abdala fuesen publicados en medios estatales diciendo que para que una vacuna tenga credibilidad, los datos sobre su efectividad debían ser publicados "en revistas científicas de reconocido prestigio".
Los reportes de la Alianza Rebelde Investiga (ARI), conformada por Runrunes, El Pitazo y Tal Cual, denunciaron que para junio de 2021 se desconocía el paradero de 40,7% de las vacunas, confirman que en las últimas semanas de inmunización hubo desinformación e inconsistencia en los datos oficiales ofrecidos.
El 6 de septiembre del 2021 según la agencia de noticias ElDiario, Venezuela había aplicado 9.808.498 dosis repartido con las siguientes vacuna Sinopharm 8.057.265 78,9% Sputnik-V 1.739.293 21% y el candidato cubano Abdala 12.000 0.1% esto representaría que 6.006.270 venezolanas recibieron al menos una 1 dosis y 3.336.547 la pauta completa.

## Etapas de vacunación
| Plan Nacional de Refuerzo de la vacunación contra la COVID-19 | Plan Nacional de Refuerzo de la vacunación contra la COVID-19 | Plan Nacional de Refuerzo de la vacunación contra la COVID-19 | Plan Nacional de Refuerzo de la vacunación contra la COVID-19     | Plan Nacional de Refuerzo de la vacunación contra la COVID-19                                                                      | Plan Nacional de Refuerzo de la vacunación contra la COVID-19 |
| Etapa                                                         | Etapa 1                                                       | Etapa 2                                                       | Etapa 3                                                           | Etapa 4 | Etapa 5                                                       |
| ------------------------------------------------------------- | ------------------------------------------------------------- | ------------------------------------------------------------- | ----------------------------------------------------------------- | --- | ------------------------------------------------------------- |
| Grupo Poblacional                                             | Personal de salud.                                            | Personas mayores de 60 años.                                  | Personas que presenten factores de riesgo o enfermedades de base. | Personas que trabajen en atención al público como: funcionarios de seguridad, trabajadores públicos, de alimentación o transporte. | Población general.                                            |
| Duración                                                      | Desde el 3 de enero de 2022                                   | Desde el 10 de enero de 2022                                  | Desde el 17 de enero de 2022                                      | Desde el 24 de enero de 2022 | Desde febrero de 2022                                         |

## Lotes de vacunas
| Lotes de vacunas llegadas a Venezuela | Lotes de vacunas llegadas a Venezuela | Lotes de vacunas llegadas a Venezuela | Lotes de vacunas llegadas a Venezuela                 | Lotes de vacunas llegadas a Venezuela | Lotes de vacunas llegadas a Venezuela |
| Puesto                                | Cantidad de Dosis                     | Vacuna                                | Farmacéutica                                          | Fecha de llegada                      | Ref.                                  |
| ------------------------------------- | ------------------------------------- | ------------------------------------- | ----------------------------------------------------- | ------------------------------------- | ------------------------------------- |
| 1°                                    | 100 000                               | Sputnik V                             | Instituto Gamaleya                                    | 13 de febrero de 2021                 | [ 16 ]                                |
| 2°                                    | 500 000                               | BBIBP-CorV                            | Sinopharm                                             | 1 de marzo de 2021                    | [ 17 ]                                |
| 3º                                    | 100.000                               | Sputnik V                             | Instituto Gamaleya                                    | 6 de marzo de 2021                    | [ 18 ]                                |
| 4º                                    | 50.000                                | Sputnik V                             | Instituto Gamaleya                                    | 30 de marzo de 2021                   | [ 19 ]                                |
| 5º                                    | 50.000                                | Sputnik V                             | Instituto Gamaleya                                    | 15 de abril de 2021                   | [ 20 ]                                |
| 6º                                    | 80.000                                | Sputnik V                             | Instituto Gamaleya                                    | 24 de abril de 2021                   | [ 21 ]                                |
| 7º                                    | 50.000                                | Sputnik V                             | Instituto Gamaleya                                    | 3 de mayo de 2021                     | [ 22 ]                                |
| 8°                                    | 1.300.000                             | BBIBP-CorV                            | Sinopharm                                             | 23 de mayo de 2021                    | [ 23 ]                                |
| 9º                                    | 500.000                               | Sputnik V                             | Instituto Gamaleya                                    | 30 de mayo de 2021                    | [ 24 ]                                |
| 10°                                   | 500.000                               | Sputnik V                             | Instituto Gamaleya                                    | 12 de junio de 2021                   | [ 25 ]                                |
| 11°                                   | 1.000.000                             | BBIBP-CorV                            | Sinopharm                                             | Indeterminada                         |                                       |
| 12°                                   | 1.000.000                             | BBIBP-CorV                            | Sinopharm                                             | Indeterminada                         |                                       |
| 13°                                   | 1.000.000                             | BBIBP-CorV                            | Sinopharm                                             | Indeterminada                         |                                       |
| 14°                                   | 1.000.000                             | BBIBP-CorV                            | Sinopharm                                             | Indeterminada                         |                                       |
| 15°                                   | 1.000.000                             | BBIBP-CorV                            | Sinopharm                                             | Indeterminada                         |                                       |
| 16°                                   | 1.000.000                             | BBIBP-CorV                            | Sinopharm                                             | Indeterminada                         |                                       |
| 17°                                   | 1.000.000                             | BBIBP-CorV                            | Sinopharm                                             | Indeterminada                         |                                       |
| 18°                                   | 1.000.000                             | BBIBP-CorV                            | Sinopharm                                             | Indeterminada                         |                                       |
| 19°                                   | 693.600                               | CoronaVac                             | Sinovac (COVAX)                                       | 7 de septiembre de 2021               | [ 26 ]                                |
| 20°                                   | 200.000                               | Sputnik V                             | Instituto Gamaleya                                    | 8 de septiembre de 2021               |                                       |
| 21°                                   | 200.000                               | Sputnik V                             | Instituto Gamaleya                                    | 20 de septiembre de 2021              | [ 27 ]                                |
| 22°                                   | 675.000                               | Sputnik V                             | Instituto Gamaleya                                    | 21 de septiembre de 2021              |                                       |
| 23°                                   | 1.000.000                             | BBIBP-CorV                            | Sinopharm                                             | Indeterminada                         |                                       |
| 24°                                   | 100.000                               | Abdala                                | Centro de Ingeniería Genética y Biotecnología de Cuba | Indeterminada                         |                                       |
| 25°                                   | 200.000                               | Sputnik V                             | Instituto Gamaleya                                    | 24 de septiembre de 2021              |                                       |
| 26°                                   | 100.000                               | Abdala                                | Centro de Ingeniería Genética y Biotecnología de Cuba | 26 de septiembre de 2021              |                                       |
| 27°                                   | 1.000.000                             | BBIBP-CorV                            | Sinopharm                                             | Indeterminada                         |                                       |
| 28°                                   | 1.000.000                             | BBIBP-CorV                            | Sinopharm                                             | Indeterminada                         |                                       |
| 29°                                   | 1.000.000                             | BBIBP-CorV                            | Sinopharm                                             | Indeterminada                         |                                       |
| 30°                                   | 1.000.000                             | BBIBP-CorV                            | Sinopharm                                             | Indeterminada                         |                                       |
| 31°                                   | 1.000.000                             | BBIBP-CorV                            | Sinopharm                                             | Indeterminada                         |                                       |
| 32°                                   | 1.000.000                             | BBIBP-CorV                            | Sinopharm                                             | Indeterminada                         |                                       |
| 33°                                   | 1.000.000                             | BBIBP-CorV                            | Sinopharm                                             | Indeterminada                         |                                       |
| 34°                                   | 1.000.000                             | CoronaVac                             | Sinovac                                               | Indeterminada                         |                                       |
| 34°                                   | 1.000.000                             | CoronaVac                             | Sinovac                                               | Indeterminada                         |                                       |
| 35°                                   | 1.000.000                             | CoronaVac                             | Sinovac                                               | Indeterminada                         |                                       |
| 36°                                   | 1.200.000                             | CoronaVac                             | Sinovac                                               | Indeterminada                         |                                       |
| 37°                                   | 1.338.756                             | CoronaVac                             | Sinovac                                               | Indeterminada                         |                                       |
| 38°                                   | 80.000                                | Abdala                                | Centro de Ingeniería Genética y Biotecnología de Cuba | Indeterminada                         |                                       |
| 39°                                   | 900.000                               | Abdala                                | Centro de Ingeniería Genética y Biotecnología de Cuba | 3 de octubre de 2021                  | [ 28 ]                                |
| 40°                                   | 1.600.000                             | Sputnik V                             | Instituto Gamaleya                                    | 8 de octubre de 2021                  |                                       |
| 41°                                   | 2.594.400                             | BBIBP-CorV                            | Sinopharm (COVAX)                                     | 10 de octubre de 2021                 | [ 29 ]                                |
| 42°                                   | 794.700                               | Sputnik V                             | Instituto Gamaleya                                    | 11 de octubre de 2021                 | [ 30 ]                                |
| 43°                                   | 700.000                               | Sputnik V                             | Instituto Gamaleya                                    | 15 de octubre de 2021                 |                                       |
| 44°                                   | 430.000                               | Sputnik V                             | Instituto Gamaleya                                    | 18 de octubre de 2021                 | [ 31 ]                                |
| 45°                                   | 822.240                               | Sputnik V                             | Instituto Gamaleya                                    | 21 de octubre de 2021                 | [ 32 ]                                |
| 46°                                   | 713.000                               | Sputnik V                             | Instituto Gamaleya                                    | 23 de octubre de 2021                 | [ 33 ]                                |
| 47°                                   | 450.000                               | Sputnik V                             | Instituto Gamaleya                                    | 1 de noviembre de 2021                | [ 34 ]                                |
|                                       | 1.640.000                             | Abdala                                | Centro de Ingeniería Genética y Biotecnología de Cuba | 7 de noviembre de 2021                | [ 35 ]                                |
|                                       | 2.587.200                             | BBIBP-CorV                            | Sinopharm (COVAX)                                     | 13 de noviembre de 2021               | [ 36 ]                                |
|                                       | 1.590.000                             | Abdala                                | Centro de Ingeniería Genética y Biotecnología de Cuba | 20 de noviembre de 2021               | [ 37 ]                                |
|                                       | 2.611.000                             | Sputnik Light                         | Instituto Gamaleya                                    | 11 de diciembre de 2021               | [ 38 ]                                |
|                                       | 1.500.000                             | Sputnik Light                         | Instituto Gamaleya                                    | 13 de diciembre de 2021               | [ 39 ]                                |
|                                       | 1.400.000                             | Sputnik Light                         | Instituto Gamaleya                                    | 20 de diciembre de 2021               | [ 40 ]                                |
|                                       | 3.100.800                             | BBIBP-CorV                            | Sinopharm (COVAX)                                     | 4 de enero de 2022                    | [ 41 ]                                |
|                                       | 3.100.800                             | BBIBP-CorV                            | Sinopharm (COVAX)                                     | 17 de enero de 2022                   | [ 42 ]                                |
|                                       | 1.000.000                             | Soberana Plus                         | Instituto Finlay de Vacunas                           | 30 de enero de 2022                   | [ 43 ]                                |
|                                       | 4.680.000                             | BBIBP-CorV                            | Sinopharm (COVAX)                                     | 17 de marzo de 2022                   | [ 44 ]                                |
| Total de Dosis                        | 35.330.356                            | S/D                                   | S/D                                                   | S/D                                   | S/D                                   |
| Población                             | 28 704 947                            | S/D                                   | S/D                                                   | S/D                                   | S/D                                   |

### Inicio de la vacunación en Venezuela a nivel continental
| Puesto | País                 | Fecha histórica del inicio de vacunación | Primera persona histórica en ser vacunada | Profesión       | Edad     | Artículo principal                 | Refs.  |
| ------ | -------------------- | ---------------------------------------- | ----------------------------------------- | --------------- | -------- | ---------------------------------- | ------ |
| 1°     | México               | 24 de diciembre de 2020                  | María Irene Ramírez                       | Enfermera       | 59 años  | Vacunación en México               | [ 46 ] |
| 2°     | Chile                | 24 de diciembre de 2020                  | Zulema Riquelme                           | Enfermera       | 46 años  | Vacunación en Chile                | [ 47 ] |
| 3°     | Costa Rica           | 24 de diciembre de 2020                  | María Elizabeth Castillo                  | Paciente        | 91 años  | Vacunación en Costa Rica           | [ 48 ] |
| 4°     | Argentina            | 29 de diciembre de 2020                  | Allí Flavia Loiacono                      | Médica          | TBA      | Vacunación en Argentina            | [ 49 ] |
| 5°     | Brasil               | 17 de enero de 2021                      | Mônica Calazans                           | Enfermera       | 54 años  | Vacunación en Brasil               | [ 50 ] |
| 6°     | Panamá               | 20 de enero de 2021                      | Violeta Edith Gaona de Cocherán           | Enfermera       | 59 años  | Vacunación en Panamá               | [ 51 ] |
| 7°     | Ecuador              | 21 de enero de 2021                      | Jeanneth Morales                          | Médica          | 45 años  | Vacunación en Ecuador              | [ 52 ] |
| 8°     | Bolivia              | 29 de enero de 2021                      | Sandra Ríos Villarte                      | Enfermera       | 40 años  | Vacunación en Bolivia              | [ 53 ] |
| 9°     | Perú                 | 9 de febrero de 2021                     | Josef Vallejos Acevedo                    | Médico          | TBA      | Vacunación en Perú                 | [ 54 ] |
| 10°    | República Dominicana | 16 de febrero de 2021                    | Ramón Familia Alcantara                   | Médico          | 57 años  | Vacunación en República Dominicana | [ 55 ] |
| 11°    | Colombia             | 17 de febrero de 2021                    | Verónica Luz Machado Torres               | Enfermera       | 46 años  | Vacunación en Colombia             | [ 56 ] |
| 12°    | El Salvador          | 17 de febrero de 2021                    | Mirna Esmeralda Moreno de Murgas          | Enfermera       | 53 años  | Vacunación en El Salvador          | [ 57 ] |
| 13°    | Venezuela            | 18 de febrero de 2021                    | Glendy Amelia Rivero                      | Médica          | TBA      | Vacunación en Venezuela            | [ 58 ] |
| 14°    | Paraguay             | 22 de febrero de 2021                    | Miriam Arrúa                              | Enfermera       | 40 años  | Vacunación en Paraguay             | [ 59 ] |
| 15°    | Honduras             | 25 de febrero de 2021                    | Yelena Soraya Ortega Vásquez              | Enfermera       | 40 años  | Vacunación en Honduras             | [ 60 ] |
| 16°    | Guatemala            | 25 de febrero de 2021                    | Magdalena Guevara González                | Enfermera       | 46 años  | Vacunación en Guatemala            | [ 61 ] |
| 17°    | Uruguay              | 27 de febrero de 2021                    | Cecilia Moreno y Erika Correa             | Adtva. y Enfra. | 22 y TBA | Vacunación en Uruguay              | [ 62 ] |
| 18°    | Nicaragua            | 2 de marzo de 2021                       | Marco Antonio Aráuz                       | Paciente        | 62 años  | Vacunación en Nicaragua            | [ 63 ] |